# Pożary buszu

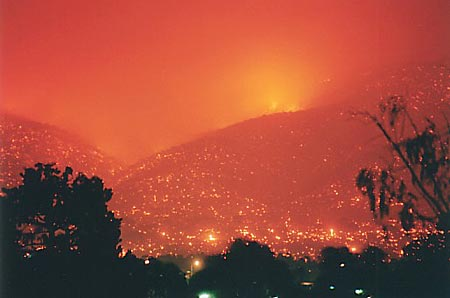
Przedmieścia Canberry w ogniu

Pożary buszu są jednym z najpoważniejszych niebezpieczeństw zagrażających buszom. Występują w Australii, w południowo-wschodniej części pojawiają się przede wszystkim latem i jesienią, natomiast na północy kraju pożary buszu mają miejsce głównie zimą.

## Przyczyny pożarów buszu
Przyczyny antropogeniczne:
- podpalenia
- wypalanie traw

Przyczyny przyrodnicze:
- ukształtowanie terenu
- czynniki pogodowe
- łatwopalna roślinność (np. eukaliptus, który zawiera olejki eteryczne)

## Lista pożarów buszu w Australii

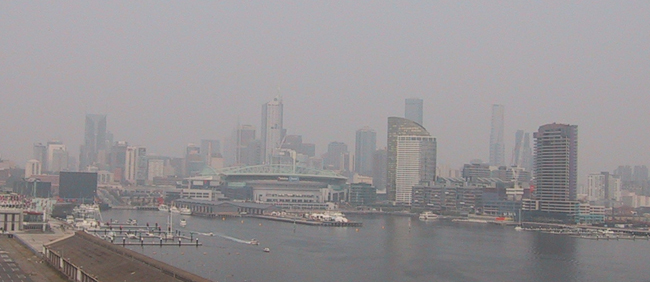
Dym nad Melbourne w 2006–2007

| Pożar                                            | Miejsce                                      | Powierzchnia spalonej ziemi (ha) | Data                               | Osoby zabite   |
| ------------------------------------------------ | -------------------------------------------- | -------------------------------- | ---------------------------------- | -------------- |
| Black Thursday                                   | Wiktoria                                     |                                  | 1851                               | ok. 12         |
| Red Tuesday                                      | Wiktoria                                     | 260 000                          | 1 lutego 1898                      | 12             |
| Black Friday                                     | Wiktoria                                     | 2 000 000                        | 13 stycznia 1939                   | 71             |
| Pożar buszu w 1944                               | Wiktoria                                     | ok. 1 000 000                    | 1944                               | 15–20          |
| Pożar buszu w 1951-1952                          | Wiktoria                                     |                                  | lato 1951–1952                     | co najmniej 10 |
| Black Sunday                                     | Australia Południowa                         |                                  | 2 stycznia 1955                    |                |
| Pożar buszu w Australii Zachodniej               | Australia Zachodnia                          | 440 000                          | styczeń – marzec 1961              |                |
| Pożar buszu w Chatsbury                          | Nowa Południowa Walia                        |                                  | 1965                               |                |
| Pożar buszu na Tasmanii                          | Tasmania                                     | 264 270                          | 7 lutego 1967                      | 62             |
| Pożar buszu w północnym Sydney                   | Sydney                                       |                                  | 1979                               |                |
| Ash Wednesday                                    | Australia Południowa Wiktoria                | 400 000                          | 16 lutego 1983                     | 75             |
| Pożar buszu na wschodnim wybrzeżu Australii      | Nowa Południowa Walia                        | 800 000                          | 27 grudnia 1993 – 16 stycznia 1994 | 4              |
| Pożar buszu w 1997                               | Wiktoria                                     |                                  | 21 stycznia 1997                   | 3              |
| Pożar buszu w Lithgow                            | Nowa Południowa Walia                        |                                  | 2 lutego 1997                      | 2              |
| Pożar buszu w Linton                             | Wiktoria                                     |                                  | 1998                               | 5              |
| Black Christmas                                  | Nowa Południowa Walia                        | 300 000                          | 2001–2002                          | 2              |
| Pożar buszu w Canberze w 2003                    | Canberra, Australijskie Terytorium Stołeczne |                                  | 2003                               | 4              |
| Pożar buszu we wschodniej części Wiktorii w 2003 | Wiktoria                                     | 1 300 000                        | 2003                               |                |
| Tenterden                                        | Australia Zachodnia                          |                                  | grudzień 2003                      | 2              |
| Pożar buszu na Półwyspie Eyre                    | Australia Południowa                         | 145 000                          | 2005                               | 9              |
| Pożar buszu w Central Coast w 2006               | Central Coast                                |                                  | 2006                               |                |
| Jail Break Inn Fire                              | Junee                                        | 30 000                           | 2006                               |                |
| Stawell New year fire                            | Wiktoria                                     |                                  | grudzień 2005 – styczeń 2006       |                |
| Pożar buszu w Grampians                          | Wiktoria                                     |                                  | styczeń 2006                       | 3              |
| Pożar buszu w Pulletop                           | Wagga Wagga                                  | 9000                             | 6 lutego 2006                      |                |
| Pożar buszu na Wyspie Kangura                    | Australia Południowa                         | 95 000                           | 6 grudnia 2007 – 14 grudnia 2007   | 1              |
| Pożary buszu w Wiktorii                          | Wiktoria                                     | 450 000                          | 7 lutego – 14 marca 2009           | 210            |
| Pożary buszu w Australii                         | Australia                                    |                                  | 2019-2020                          | 28             |